# لوكاس كانو
لوكاس كانو (بالإسبانية: Lucas Cano) (9 مايو 1995 في الأرجنتين - ) هو لاعب كرة قدم أرجنتيني في مركز الهجوم. لعب مع أرجنتينوس جونيورز.

## وصلات خارجية
- لوكاس كانو على موقع قاعدة بيانات كرة القدم.إي يو (الإنجليزية)
- لوكاس كانو على موقع Soccerway.com (الإنجليزية)